# قائمة أنواع البوليط
يوجد عدة أنواع من جنس البوليط:	 
- بوليط نضر (الاسم العلمي: Boletus viridis)
- بوليط أزغب (الاسم العلمي: Boletus tomentosus)
- بوليط عبيري (الاسم العلمي: Boletus fragrans)
- بوليط داكن (الاسم العلمي: Boletus fuscescens)
- بوليط بستاني (الاسم العلمي: Boletus hortensis)
- بوليط غير مأكول (الاسم العلمي: Boletus inedulis)
- بوليط منحني (الاسم العلمي: Boletus inflexus)
- بوليط حليبي النسغ (الاسم العلمي: Boletus lactifluus)
- بوليط عريض (الاسم العلمي: Boletus latus)
- بوليط أكبر (الاسم العلمي: Boletus maximus)
- بوليط أصغر (الاسم العلمي: Boletus minor)
- بوليط نبيل (الاسم العلمي: Boletus nobilis)
- بوليط شاحب (الاسم العلمي: Boletus pallidus)
- بوليط منحسر (الاسم العلمي: Boletus recedens)
- بوليط رائع (الاسم العلمي: Boletus regius)
- بوليط شيطاني (الاسم العلمي: Boletus satanas)
- بوليط حريري (الاسم العلمي: Boletus sericeus)
- بوليط أخضر (الاسم العلمي: Boletus virens)
- بوليط نضر (الاسم العلمي: Boletus viridis)
- بوليط تنوبي (الاسم العلمي: Boletus abieticola)
- بوليط لاذع (الاسم العلمي: Boletus acris)
- بوليط صيفي (الاسم العلمي: Boletus aestivalis)
- بوليط أبيض (الاسم العلمي: Boletus albus)
- بوليط حلقي (الاسم العلمي: Boletus annularius)
- بوليط جنوبي (الاسم العلمي: Boletus australis)
- بوليط كستنائي (الاسم العلمي: Boletus badius)
- بوليط محول (الاسم العلمي: Boletus biennis)
- بوليط برازيلي (الاسم العلمي: Boletus brasiliensis)
- بوليط مخروطي (الاسم العلمي: Boletus conicus)
- بوليط غامض (الاسم العلمي: Boletus dubius)
- بوليط مأكول (الاسم العلمي: Boletus edulis)
- بوليط حمضي (الاسم العلمي: Boletus acidus)
- بوليط مشابه (الاسم العلمي: Boletus affinis)
- بوليط مبيض (الاسم العلمي: Boletus albidus)
- بوليط معمر (الاسم العلمي: Boletus annosus)
- بوليط شمالي (الاسم العلمي: Boletus borealis)
- بوليط بقري (الاسم العلمي: Boletus bovinus)
- بوليط عطري (الاسم العلمي: Boletus aromaticus)
- بوليط زائغ (الاسم العلمي: Boletus aberrans)
- بوليط قاسي (الاسم العلمي: Boletus durus)